# Romano Rizzato
Romano Rizzato (Milano, 21 agosto 1936 – Uzzano, 20 gennaio 2025) è stato un pittore e illustratore italiano.

## Biografia
Nel 1959 incontra il pittore Mario Radice e inizia a frequentare il suo atelier.

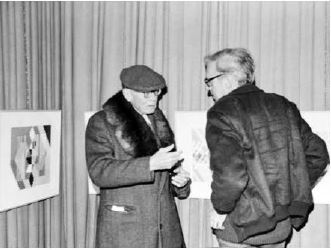
Mario Radice con Rizzato galleria Il Salotto Como 1983

Romano Rizzato già dal suo inizio, sceglie il genere non-figurativo, convinto che la pittura per essere libera, si deve scindere dalla concretezza del reale a favore dell'astratto. Un colore che, come un suono musicale non ci deve descrivere o rappresentare qualcosa. Da allora non ha più abbandonato questa filosofia nella sua ricerca visiva, pur rinnovandosi fino a giungere alle complessità delle sue ultime composizioni. Nelle sue opere si nota una spiccata ispirazione all’architettura di forme contemporanee (alla sua epoca).  Egli ama i colori forti, disposti come canoni musicali che rivalutano le tonalità del colore e come detto anche delle architetture, nel mutare di forme e colori, tra il concreto e il non-concreto, tra il negativo e il positivo, in un linguaggio pittorico che è prevalentemente matematico e geometrico.

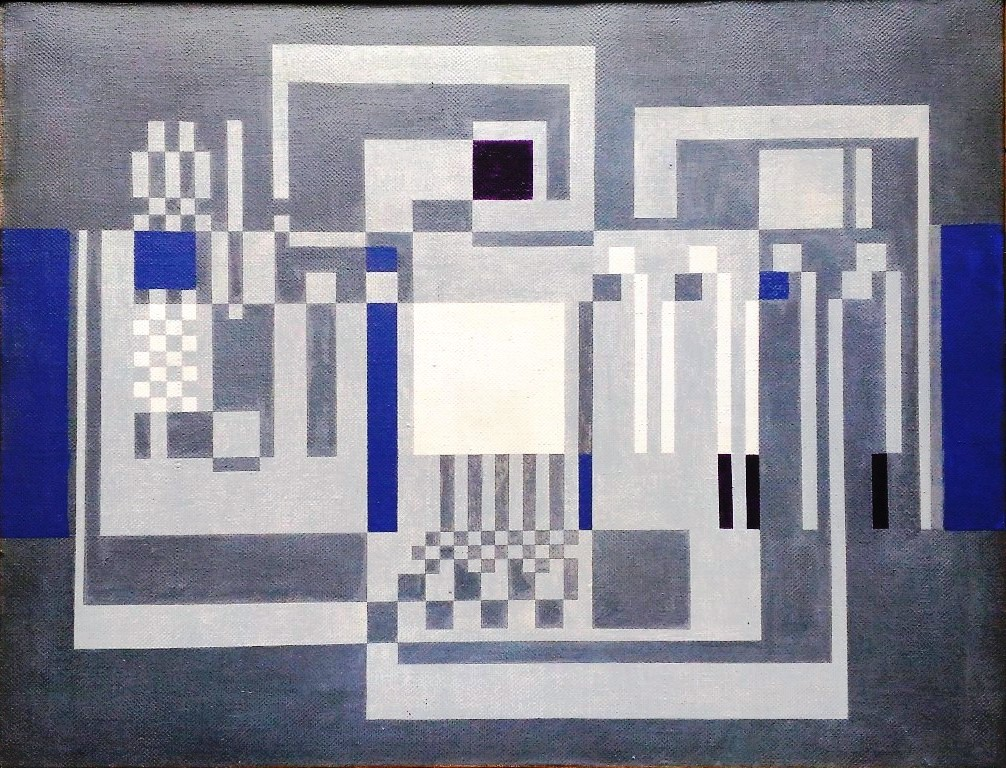
Composizione (1967)

I suoi lavori fine anni '60 e '70  richiamano alla Op art, in 
particolare alla pittura di Victor Vasarely, e all'Arte cinetica che ha nella sua centralità il movimento. In questo periodo il colore è poco importante per Rizzato, si concentra sul nero/bianco, solo alcune volte intervengono i timbri di pochi colori. Sempre di più cerca di mettere in movimento, variare un motivo base, come in una composizione contrappuntistica, sfociando in realizzazioni dalla struttura simile alla Fuga. Quindi viene spontaneo paragonare il modo di dipingere di Rizzato all' operare del compositore. La musica infatti, è una delle poche forme espressive che non ha bisogno di riprodurre la realtà e non a caso molti titoli delle sue opere, fanno riferimento alla musica: Ritmi, Rifrazioni Sonore, Intersezioni/Interazioni/Interferenze Cromatiche e Ritmiche, Variazioni. La sua continua ricerca, pur mantenendo schemi lineari, lo porta ad un continuo processo di crescita verso il colore.

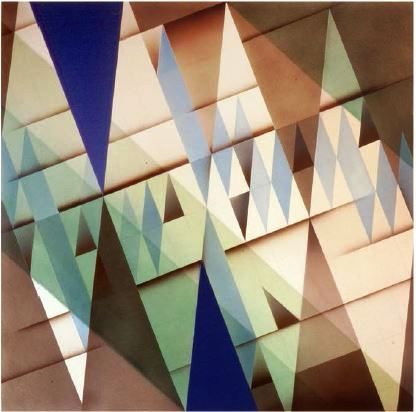
Scorrimenti incrociati (1993-94)

I lavori degli anni '90 contengono molti elementi ritmici che si concatenano velocemente attraverso anche tenue sfumature di colore.
La pittura negli anni 2000, si arricchisce con la linea curva, un astrattismo che potremmo definire più lirico. Usa anche materiali quali il marmo, per realizzare una fontana da giardino, la lamiera per un progetto di 20 metri lineari per una scuola media della provincia di Modena.

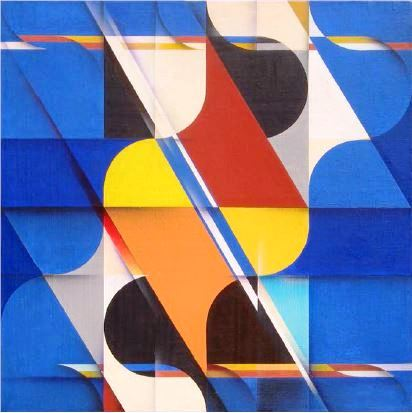
Linee ascendenti IV (2005)

È attivo con esposizioni personali (presente in collezioni museali) e collettive dal 1966. È invitato a partecipare nel 1973 a mostre itineranti con il gruppo costruttivista Iafkg (Internationaler Arbeitschreis für konstruktive Gestaltung) di Anversa-Bonn. Viene inserito nell’Annual silk screen portfolio 1973-74, sempre con l’International stude centrum woor contruktive kunst di Anversa-Bonn. Ha esposto opere in Svizzera, Olanda, Francia, Germania, Bulgaria, Austria, Venezuela e Giappone.
Come illustratore (con lo pseudonimo di Sergio) sperimenta e applica tecniche diverse per l’illustrazione. Le sue collaborazioni editoriali, spaziano dal campo medico-scientifico a quello letterario, quello delle fiabe, zoologico, botanico, storico antropologico legato alla ricostruzione archeologica di epoche storiche.
Rizzato è morto a Uzzano nel 2025. 

## Progetti speciali
- 2019 Battimenti visualizzazione grafica delle frequenze dei battimenti registrati da Pietro Grossi negli anni sessanta, con sonorizzazione del musicista Sergio Maltagliati.[8][9]

- L’opera S. G/V 1973, elaborata dal musicista Sergio Maltagliati viene letta come spartito musicale e suonata attraverso il software autom@tedMusiC 2.0. La prima performance avviene presso la Galleria Civico 8 a Pescia nel novembre 2016.[10]
- Fontana scultura in marmo bianco di Carrara, realizzata nello Studio artistico Nicoli di Carrara, committenza privata (1972).
- Compenetrabilità e sequenze (1974) progetto per la Scuola Media L.A. Muratori Vignola (MO), su lamiera bianca cotta a forno nella misura complessiva di 10 metri per lato.
- Interata 1 (1968-69)  lavoro eseguito da Rizzato in collaborazione con Miro Cusumano, in relazione alla ricerca degli anni '60.

## Personali
- 2009 Romano Rizzato – dal disegno all’opera CAMeC, La Spezia, presentazione di Alberto Veca, a cura di Marzia Ratti.
- 2006 Due voci dell’immaginario che parlano di scultura e di pittura con Giuliana Balice, Centro Culturale Sergio Valmaggi, Assessorato alla Cultura, Sesto San Giovanni.

Voci dall’immaginario Palazzo Panciatichi – Anticamera Affreschi, Regione Toscana, Firenze.
- 2004 Opere dal 1994 al 2004 Superficie anomala, Milano, presentazione Alberto Veca.

l' Arte costruisce l' Europa Associazione culturale Arte Struktura, Milano.
- 2002 Spazio Arte Assessorato alla Cultura, Biblioteca Comunale di Fara Gera d’Adda.

Von Fugen und Variationen (49 opere) Ludwingmuseum Koblenz, Treffpunkt Kunst, Saarlouis.
- 2000 Opere su carta e altro… UBK Italia s.r.l. Milano, Elena Mezzadra e Romano Rizzato.
- 1991 La figura e i materiali Arte Struktura, Milano, presentazione di Alberto Veca.
- 1986 Centro verifica 8+1, Venezia-Mestre.
- 1985 Mostra antologica dal 1959 al 1985 (61 opere) Assessorato alla cultura, Biblioteca Comunale di Cassano d’Adda, presentazione di Alberto Veca.
- 1983 Galleria Variazioni Milano, presentazione di Emiliano Bonfanti.

Galleria il Salotto, Como.
- 1976 Un modo di lettura Studio d’Arte il Moro, Firenze, di Alberto Veca.
- 1975 Un modo di lettura Centro del Portello Genova, di Alberto Veca.

Un modo di lettura galleria Sincron, Brescia.
- 1972 Galerie Tardy Enschede, Olanda, presentazione di Alberto Veca.

Art Kontakt Ulm Donau, Germania.
- 1971 Segno-Codice-Comunicazione Galleria Vismara, Milano.
- 1970 Tre personali: Orazio Bacci, Miro Cusumano, Romano Rizzato Galerie Bettie Thommen, Basilea.

Successione di ritmi e tensioni, in un’ipotesi di struttura Galleria il Punto, Torino.
- 1969 Successione di ritmi e tensioni, in un’ipotesi di struttura Galleria laboratorio il Parametro, Milano.
- 1968 Gradienti luminosi e cromatici Galleria Vismara, Milano.